# Карел Рейнірш
Карел Рейнірш (нід. Carel Reyniersz; 1604 — 19 травня 1653) — одинадцятий генерал-губернатор Голландської Ост-Індії.

## Біографія
Карел Рейнірш народився в Амстердамі 1604 (за іншими даними 1602) року. 1627 року він прибув до Голландського Короманделу (колонії Голландської Ост-Індійської компанії (VOC) на Коромандельському березі). 1635 року був призначений губернатором Короманделу, однак незабаром був відкликаний з посади через звинувачення в незаконній торгівлі. 1636 року став надзвичайним радником в Раді Індій.
1638 року він повернувся в Нідерланди як адмірал. Рейнірш поселився в Амстердамі і почав займатися торгівлею, однак він швидко втратив заощадження і був змушений повернутися назад в колонії. 24 квітня 1645 року він відплив на кораблі «Salamander». Прибув до Батавії 3 грудня. Наступного року він став членом Ради Індій.
26 квітня 1650 року після добровільної відставки генерал-губернатора ван дер Лейна, Карел Рейнірш був призначений його наступником.

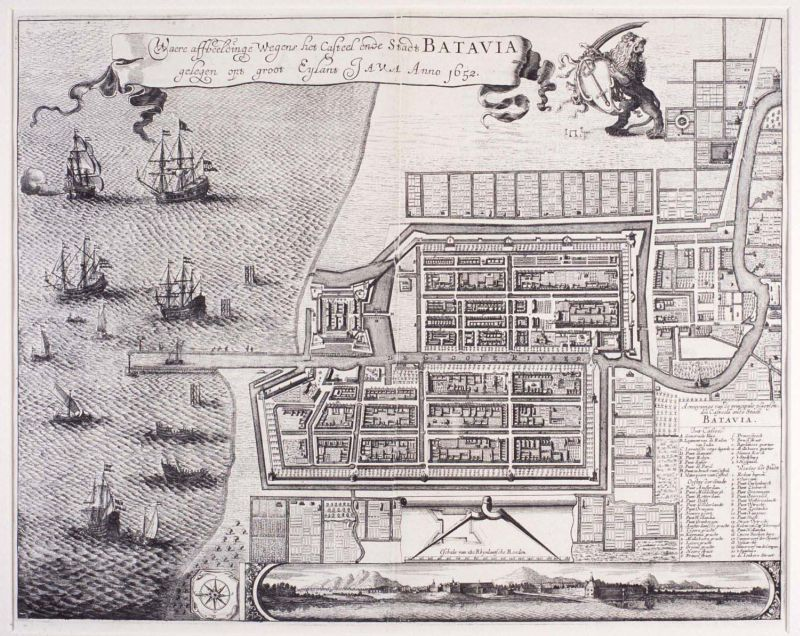
Карта Батавії за Карела Рейнірша (1652 рік). Музей тропіків

Задачею Рейніша на посаді губернатора було впровадження нової політики по боротьбі з приватною торгівлею і перевиробництвом прянощів. За його наказом почали вирубувати зайві плантації, що призвело до заворушень в Західному Серамі, які були придушені лише 1658 року.
Через чотири роки невдоволене керівництво компанії, так звані «Сімнадцять панів» (нід. Heren XVII) вирішило змістити Рейнірша з посади. Був написаний лист, але відправлений він не був, оскільки Карел випередив керівництво, написавши заяву про звільнення за власним бажанням. Керівництво задовольнило його прохання, однак Карела Рейнірша на той час вже не було в живих- він помер 19 травня 1653 року. Був похований в Батавії.